# Fernando García Romero
Fernando García Romero (Almería, 11 de noviembre de 1960) es un filólogo, paremiólogo y helenista español.

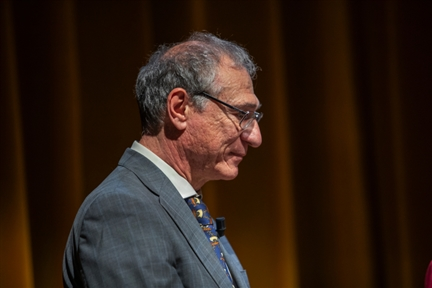
Fernando García Romero mientras impartía una conferencia sobre los Juegos Olímpicos en la Fundación March

## Trayectoria
Nació en Almería el 11 de noviembre de 1960, cursó sus estudios de bachillerato en el Instituto de Bachillerato San Isidro de Madrid. Su primera profesora de griego fue Rosa Lafuente Pons y de latín Manuela Gómez Juan. Se licenció en 1982 en Filología Clásica por la Universidad Complutense de Madrid, Defendió el mismo año su memoria de licenciatura La cesura media en el hexámetro homérico  y se doctoró en 1986 con una tesis sobre el tema Estructura de la oda baquilidea: estudio composicional y métrico, dirigida por José S. Lasso de la Vega. 
Ha sido becario de Investigación de la Universidad Complutense, becario postdoctoral del Consejo Superior de Investigaciones Científicas, Profesor Titular de Filología Griega en la Universidad Complutense desde 1988 y es catedrático en la misma Universidad desde 2007. Ha sido profesor invitado en las Universidades de Zaragoza, Universidad Nacional de Educación a Distancia, Camilo José Cela, Nicosia, Buenos Aires, Pontificia de Buenos Aires, Nacional del Sur, La Serena, La Sapienza, Foro Italico de Roma, Universidad Nacional y Kapodistríaca de Atenas, San Petersburgo, Parma, Federico II de Nápoles y Messina.
Durante sus estudios universitarios fue alumno de los grandes maestros de la filología clásica española (José S. Lasso de la Vega, Francisco Rodríguez Adrados, Martín S. Ruipérez, Luis Gil Fernández, Sebastián Mariné Bigorra, Agustín García Calvo, Lisardo Rubio Fernández y Antonio Ruiz de Elvira Prieto), así como de destacados filólogos clásicos de la siguiente generación (Antonio Bravo García, Ignacio Rodríguez Alfageme, Consuelo Álvarez Morán y Francisco Villar Liébana, entre otros).
Fue director de las tesis doctorales de Esther Douterelo Fernández, Santiago Talavera Cuesta, Mónica Menor Martínez, Manuel Caballero González, Gema González Ruz y Héctor Pastor Andrés.
Es Director de la revista Cuadernos de Filología Clásica (Estudios Griegos e Indoeuropeos), miembro del Comité de Redacción de la revista  Más cerca de Grecia, miembro del Comité Científico de las revistas NIKEPHOROS (Zeitschrift für Sport und Kultur im Altertum), Paremia. Revista española de paremiología,  European Studies in Sports History, Miscellanee Mediterranee: Vecchi e Nuovi Mondi y FuturoClassico, miembro del Comité Asesor de Unidad Editora del Consejo Superior de Deportes, Ta kalós keímena, Monografías de Filología Clásica de la Universidad de Zaragoza, Mito e reescrita (Universidad de Coímbra), la revista Myrtia, la colección Vestigia de la Editorial Escolar y Mayo y la Revista Classica Boliviana. Es también miembro del Colegio de Fellows del European Committee for Sports History. Es miembro del Grupo de Investigación UCM 930235 Fraseología y paremiología (PAREFRAS).
Ha sido Presidente de la Delegación de Madrid de la Sociedad Española de Estudios Clásicos entre 2008 y 2016 y vocal de su Junta Directiva entre 2004 y 2008.

## Obras
Ha publicado numerosos trabajos sobre lírica griega arcaica, tragedia, comedia, oratoria, historiografía griega, el corpus lingüístico de proverbios griegos antiguos y la tradición de los proverbios griegos hasta las lenguas modernas, También ha trabajado en métrica griega, el estudio de la transmisión manuscrita de los textos griegos y la pervivencia de la literatura griega. Es, además, especialista en deporte antiguo y autor de numerosos trabajos sobre el léxico deportivo del griego antiguo, la relación del deporte con la sociedad, la literatura y la religión en Grecia, y la influencia del deporte antiguo en el deporte moderno, así como traductor de Baquílides, Platón, lírica griega arcaica, proverbios griegos, Menandro y Demóstenes.
Entre sus obras se cuentan:
- Estructura de la oda baquilidea: estudio composicional y métrico, Madrid, UCM, 1987, Depósito Legal M-1557-1987.
- Baquílides. Odas y fragmentos, Madrid, Gredos, 1988, ISBN 84-249-1263-2, .
- Platón, El Banquete, Madrid, Alianza Editorial, 1989,  ISBN 978-84-206-3662-7.
- Los Juegos Olímpicos y el deporte en Grecia, Sabadell, Ausa, 1992, ISBN 84-86329-81-7.
- Proverbios griegos. Menandro, Sentencias, Madrid, Gredos, 1999 (en colaboración con Rosa Mª Mariño Sánchez-Elvira), ISBN 84-249-2250-6 .
- El deporte en los proverbios griegos antiguos, Hildeshemin, Weidmann, 2001, ISBN 3-615-10011-5.
- Repertorio de copistas de manuscritos griegos en España. I: Biblioteca de El Escorial. II. Biblioteca Nacional de Madrid, Madrid, en http://www.ucm.es/inføcopistas (en colaboración con Felipe Hernández Muñoz).
- Platón, La República, Madrid, Akal, 2009 (en colaboración con Rosa Mª Mariño Sánchez-Elvira y Salvador Mas Torres), ISBN 978-84-460-2378-4.
- De hombres y dioses. Antología bilingüe de poesía lírica griega antigua (siglos VII-V a.C.), Madrid, Escolar y Mayo, 2015, ISBN 978-84-16020-40-9.
- Proverbios griegos antiguos, en Refranero multilingüe del Centro Virtual Cervantes, dirigido por J. Sevilla y M. T. Zurdo (en colaboración con Virginia López Graña).
- Demóstenes. Las cuatro Filípicas, edición bilingüe de F. G. Hernández Muñoz y F. García Romero, Madrid, Dykinson, 2016, ISBN 978-84-9085-745-8.
- El deporte en la Grecia antigua, Madrid, Síntesis,  2019, ISBN 9788491712770.
- Lechuzas a Atenas, Madrid, Edaf, 2022, ISBN 978-84-414-4153-8.

## Premios y distinciones
- Premio Extraordinario de Licenciatura de la Facultad de Filología de la Universidad Complutense de Madrid (1984).
- Premio Extraordinario de Doctorado de la Facultad de Filología de la Universidad Complutense de Madrid (1987).
- Premio de la Sociedad Española de Estudios Clásicos a tesis doctorales sobre Filología Griega (1987).
- Medalla del Ayuntamiento de Peania, Grecia (2003).